# Janina Czarnecka
Janina Czarnecka (nacida el 16 de diciembre de 1898 en Leópolis, fallecida el 31 de octubre de 1974 en Poznań) fue una arquitecta polaca.

## Biografía
Se graduó en la Facultad de Arquitectura del Politécnico de Leópolis en 1925. En el mismo año se trasladó a Poznań con su marido, el arquitecto Wladyslaw Czarnecki, y se inscribió en el Círculo de Arquitectos. Desde 1934, entró en la Asociación de Arquitectos Polacos (SARP), la asociación profesional de los arquitectos polacos, con sede en Varsovia. Entre los años 1945 y 1949 trabajó en el Consejo de la ciudad de Poznań. Desde 1949 a 1961 trabajó como principal diseñadora y proyectista de la ciudad, y, desde 1961, como jefe del Laboratorio del Servicio de Salud del Poznań Miastoprojektu (proyecto de reconstrucción de la ciudad después de la devastación causada por la Segunda Guerra Mundial).

## Obra
Obra:

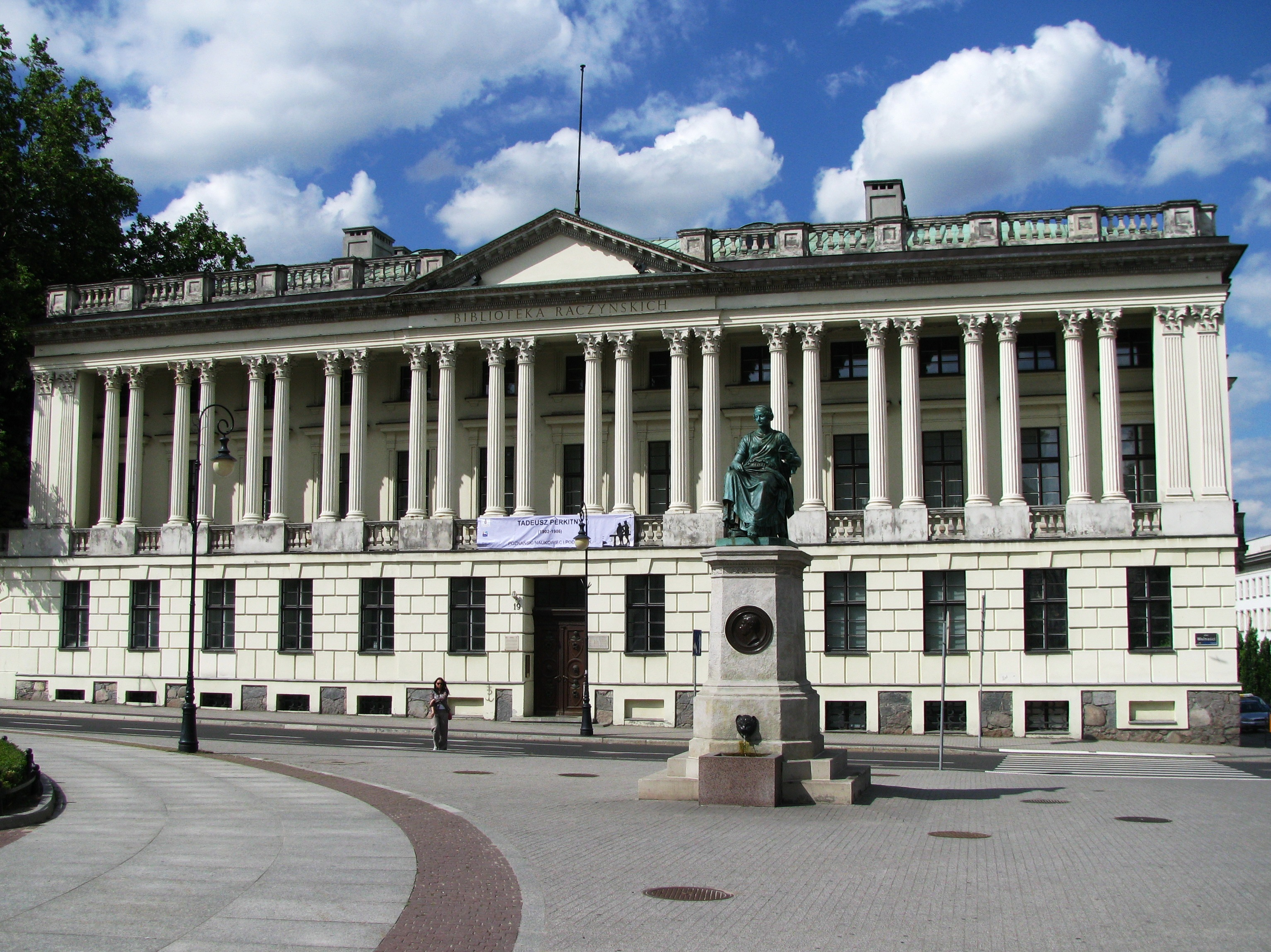
Biblioteca de Raczyński en Poznań (reconstrucción).

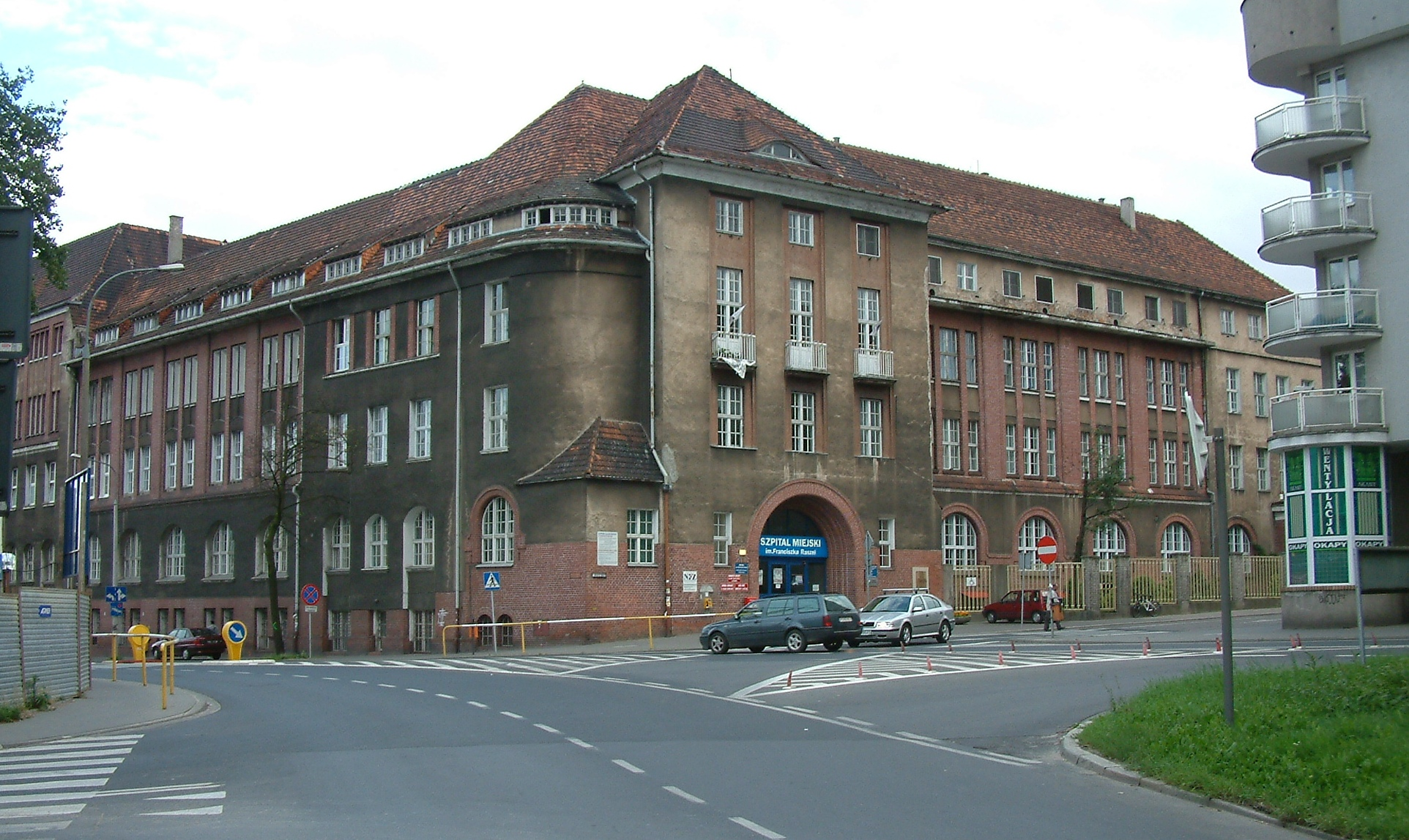
Hospital Francisco Raszeja en Poznań (reconstrucción).

- Casas en Poznań y mansiones en la región de la Gran Polonia (antes de 1939).
- Casas residenciales en el territorio de la Colonia oficial Okecie en Varsovia (hasta 1939).
- Reconstrucción de algunos edificios del casco antiguo de Poznań después de los estragos de la II Guerra Mundial,
- Biblioteca Raczyński en Poznań (restauración).[2]
- El Hospital de Enfermedades Infecciosas en Gorzów Wielkopolski. (reconstrucción).
- Hospital de Głogów (reconstrucción),
- Hogar de niños en Turek.
- El instituto de Protección de Plantas en Poznań,
- El hospital de Łęgnowie, cerca de Bydgoszcz.
- Hospital en Wloclawek.
- Hospital en Ostrów Wielkopolski (ampliación)
- Hospital Francisco Raszeja en Poznań (amplación)
- Clínica especializada en Żagań.[3]